# Eupelmus zangherii
Eupelmus zangherii är en stekelart som beskrevs av Masi 1946. Eupelmus zangherii ingår i släktet Eupelmus och familjen hoppglanssteklar.
Artens utbredningsområde är:
- Bulgarien.
- Ungern.
- Italien.
- Moldavien.
- Ukraina.

Inga underarter finns listade i Catalogue of Life.